# Кристиан фон Щернберг
Йохан Франц Кристиан Филип фон Щернберг (на немски: Johann Franz Christian Philipp Graf von Sternberg; * 5 март 1732, Виена; † 14 май 1811, Виена) е граф от род Щернберг в Кралство Бохемия, таен съветник, през 1780 г. получава графството Мандершайд-Бланкенхайм в Айфел в Германия.

## Живот
Той е големият син (от 6 деца) на граф Франц Филип фон Щернберг (1708 – 1786) и съпругата му графиня Мария Елеонора Леополдина фон Щархемберг (1712 – 1800), дъщеря на граф Конрад Зигмунд фон Щархемберг (1689 – 1727) и Мария Леополдина фон Льовенщайн-Вертхайм-Рошфор (1689 – 1763).
Баща му Франц Филип е дипломат и политик, бохемски пратеник в двора на Варшава и Дрезден, дворцов министър на Мария Терезия и от 1773 г. рицар на Ордена на Златниото руно. Брат му, нежененият Гундакар Томас (1737 – 1802), е имперски дворцов съветник във Виена, пратеник в Петерсбург, оберщсталмайстер. Сестра му Леополдина фон Щернберг (1733 – 1809) е омъжена на 6 юли 1750 г. във Валтице за 8. княз Франц Йозеф I фон Лихтенщайн (1726 – 1781).
Кристиан фон Щернберг получава през 1780 г. графството Мандершайд-Бланкенхайм в Айфел и през 1790 г. става рицар на австрийския Орден на Златното руно. Наследницте му имат името Щернберг-Мандершайд.

## Фамилия
Кристиан Филип фон Щернберг се жени на 7 ноември 1762 г. в Бланкенхайм за наследничката графиня Августа Доротея фон Мандершайд-Бланкенхайм (* 28 януари 1744, Кьолн; † 19 ноември 1811, Виена), дъщеря на граф Йохан Вилхелм фон Мандершайд-Бланкенхайм (1708 – 1772) и принцеса Луиза Франциска Вилхелмина Анселмина фон Залм-Залм (1725 – 1764). Те започват да се наричат „графове фон Щернберг-Мандершайд“. Те имат 11 деца, от които порастват само три:
- Мария Леополда (1757 – 1768)
- Франц Йозеф фон Щернберг-Мандершайд (* 4 септември 1763, Прага; † 8 април 1830, Прага), женен на 23 септември 1787 г. във Виена за графиня Мария Франциска фон Шьонборн-Хойсенщам (* 28 юли 1763, Виена; † 20 октомври 1825, Прага), дъщеря на граф Егон Франц Ервайн фон Шьонборн-Хойсенщам (1727 – 1801); имат 5 дъщери
- Ян/Йохан Вилхелм фон Щернберг-Мандершайд (* 25 януари 1765; † 27 октомври 1847, Ст. Гермен-ен-Лайе), каноник в Регенсбург и Пасау
- Максимилиан (* 16 юни 1766; † 23 юни 1779)
- Леополд (* 2 август 1767; † 27 септември 1768)
- Мария Августа (* 19 ноември 1768), монахиня
- Мария Валпургис (* 11 май 1770, Прага; † 16 юни 1806, Дюселдорф), омъжена на 4 февруари 1788 г. във Винор, Бохемия, за княз Константин фон Залм-Залм (* 22 ноември 1762; † 25 февруари 1828)
- Кристиана (* 7 февруари 1773; † 21 март 1773)
- Филип Невиус (* 7 февруари 1773; † 5 септември 1778)
- Георг (* 23 октомври 1775; † 20 август 1787)
- Йозеф (* 25 октомври 1776; † 7 декември 1776)